# Les Noces (Stravinsky)

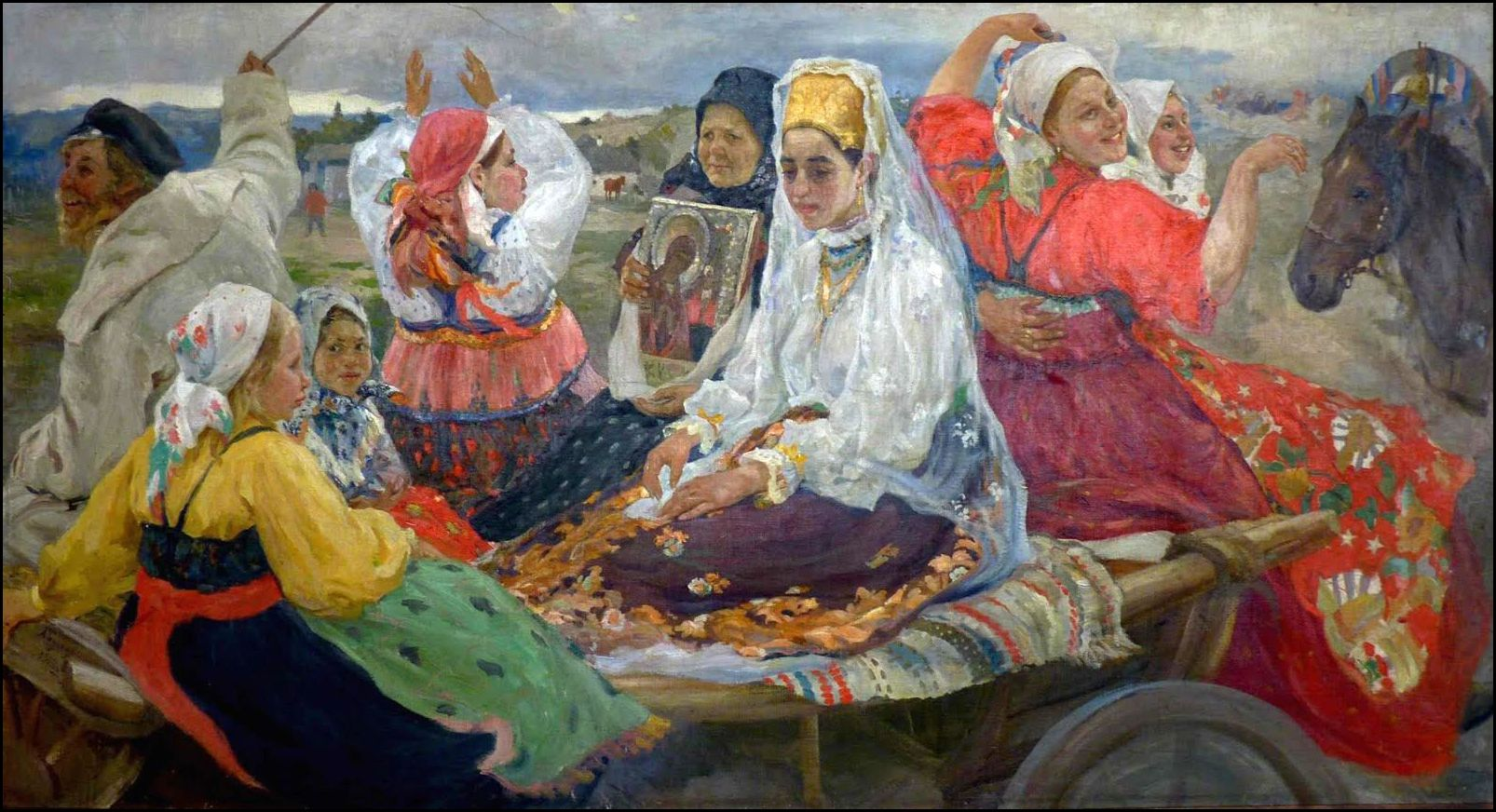
Alexander Buchkuri – Trouwprocessie

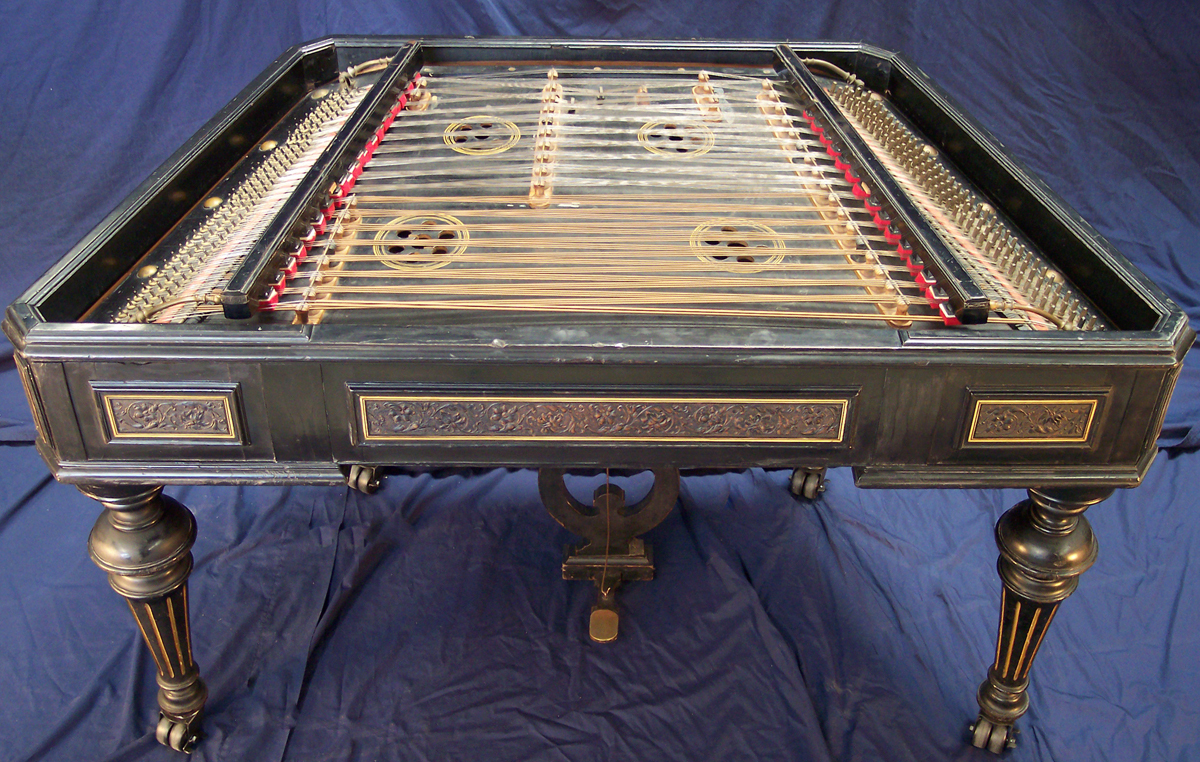
cimbalom

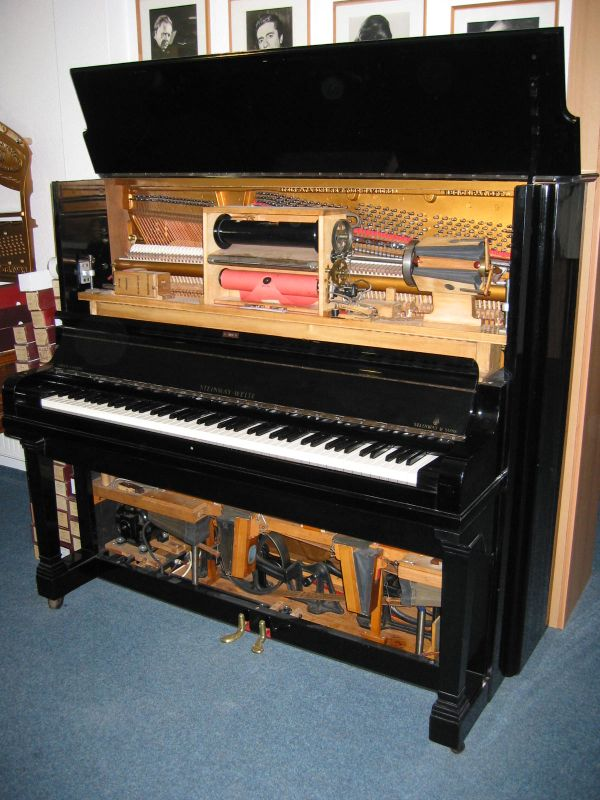
SteinwayWelte1919 – pianola

Les Noces (Russisch: свадебка, svadebka; De Bruiloft)(W39) is een 'dans-cantate' () ('Russische dansscenes met zang en muziek'), gecomponeerd door Igor Stravinsky en geschreven voor een vierstemmig koor (SATB) met vier solisten (sopraan, mezzosopraan, tenor, bas) en een orkest dat bestaat uit 4 piano's, xylofoon, pauken, crotales, klok, 2 kleine trom (met en zonder snaar), 2 trommels (met en zonder snaar), tamboerijn, bass drum, cymbalen en triangel. De tekst is gebaseerd op Aleksandr Afanasjev en Ivan Kireyevsky en aangepast door Stravinsky. De vertaling in het Frans is van C.F. Ramuz().

## Ontstaansgeschiedenis
Stravinsky startte met de compositie in 1914 en op 6 april 1923 heeft hij het werk, met een lengte van ongeveer 35 minuten, in Monaco voltooid. De eerste uitvoering o.l.v. Ernest Ansermet was op 13 juni 1923 door de Ballets Russes in het Théâtre de Gaieté Lyrique in Parijs, pianisten waren o.a. Georges Auric en Marcelle Meyer. Geen enkele Stravinskycompositie heeft zoveel instrumentale veranderingen ondergaan als Les Noces (). Les Noces is opgedragen aan Serge de Diaghilev
Les Noces bestaat uit twee delen:
- Deel een
  - Eerste tableau: In het huis van de bruid
  - Tweede tableau: Bij de bruidegom
  - Derde tableau: Het vertrek van de bruid
- Deel twee
  - Vierde tableau: Het bruiloftsfeest

Stravinsky onderbrak werk aan Les Noces voor werk aan Renard. Het werk is opgezet als cantate en dus komt in Les Noces zang op de eerste plaats.
Stravinsky's composities Pribaoutki, Berceuses du chat en Vier Russische boerenliederen zijn belangrijke experimentele zangcycli geweest als voorbereiding op Les Noces ().
Diaghelev hoorde begin 1915 de eerste twee tableaus en hoopte het werk de komende zomer in Parijs uit te voeren. Maar de oorlog en de twijfel bij Diaghelev om in de gegeven omstandigheden financiële risico's te nemen met opnieuw een modernistisch ballet van Stravinsky maakte een uitvoering voor meerdere jaren onmogelijk ()

## Opbouw van de compositie
Het idee (en de titel) voor Les Noces kreeg Stravinsky in 1912. Opzet was niet de verbeelding van een bruiloft of de begeleiding van een toneeluitvoering van een bruiloft. Stravinsky's bedoeling was om directe citaten van, niet literaire, volksverzen te gebruiken, afkomstig uit de verzamelingen volksverhalen van Afanasiev en Kireievsky. Stravinsky bewerkte de teksten (ca. 50 teksten van bruiloftsliederen uit diverse streken), gebruikte volledige teksten en fragmenten met toevoeging van archaïsche woorden en woorden uit dialecten, onomatopeeën en uitroepen, alles aangepast aan zijn muzikale behoeften (). Het resultaat is een weergave van een reeks van typische bruiloftsmomenten door het gebruik van typische citaten daaruit. Die zijn, of ze nu zijn van de bruid, de bruidegom, de ouders of de gasten, altijd ritueel getint. Het geheel is een verzameling van clichés en citaten van typische bruiloftsuitspraken. De laatste scene (het Bruiloftsfeest) bestaat voornamelijk uit citaten en flarden conversaties. Stravinsky vergelijkt die met scenes uit Ulysses van James Joyce waar de lezer flarden conversaties hoort zonder de verbindende lijn van het gesprek (). In Les Noces zijn er geen individuele rollen, de solorollen verpersoonlijken dan weer het ene type karakter, dan weer een andere. Zo is de sopraan in de eerste scene niet de bruid, maar louter de stem van een bruid, en zijn de woorden van de verloofde in het ene geval gezongen door de tenor en later door een bas. Ook de namen zijn niet verbonden aan een specifiek persoon, maar ze zijn gekozen voor hun klank, hun lettergrepen en voor hun Russische typischheid (). In het werk zijn voortdurend aanroepingen van de Maagd Maria en van de heiligen Cosmas en Damianus die in Rusland werden beschouwd als bruiloftsheiligen en die werden aanbeden bij een vruchtbaarheidscultus. Woorden hebben soms een puur associatieve functie, niet de werkelijke betekenis van het woord of dienen als aanzet voor een andere associatie. De in de scene van het Bruiloftsfeest opgevoerde dieren (de Zwaan en de Gans) zijn folkloristische karakters, wezens die kunnen zwemmen en vliegen en die fantastische verhalen kunnen vertellen over de lucht en het water en die een spiegel zijn voor de boeren voor hun bijgeloof ().
Er zijn drie versies van Les Noces:
- orkestratie uit 1917 voor de vier tableaus: 3 fluiten, 3 hobo's, 3 klarinetten, 2 fagotten, 4 hoorns, 4 trompetten, 3 trombones, 1 tuba, 2 bugels, pauken, percussie, 2 harpen, harmonium, cimbalom, klavecimbel, piano, strijkers (3 violen, 2 altviolen, 2 celli, 1 contrabas) – koor en solisten zoals in de versie van 1923
- orkestratie uit 1919 voor de eerste twee tableaus:  2 cimbaloms, twee-manuaal harmonium, pauken, percussie, pianola.
- de definitieve orkestratie uit 1923: 4 piano's, pauken en percussie (6 spelers)

Instrumentatie van Les Noces heeft Stravinsky lang beziggehouden. Aanvankelijk schreef hij het werk voor een heel groot orkest, maar de 150 musici maakte het werk nagenoeg onuitvoerbaar. Toen deze versie in 1917 nagenoeg gereed was wilde hij een eenvoudiger oplossing met een pianola en een harmonium en twee Hongaarse cimbaloms, aangevuld met twee bugels; het voornemen strandde op het vinden van twee goede cimbalomspelers. Over deze versie uit 1919 heeft Stravinsky langer nagedacht. Een later plan voor een bezetting met 4 pianola's (twee ter vervanging van de cimbaloms) bleef onuitgevoerd. Ook had Stravinsky de pianofirma Pleyel opdracht gegeven voor de bouw van een mechanisch cimbalom (). Andriessen-Schönberger noemen de versie van 1919 de meest authentieke, omdat die het dichtst het ideaal van een 'scènische ceremonie' benadert (). Stravinsky gaf uiteindelijk deze versie op omdat het voor de dirigent zeer moeilijk is om de delen van de zangers en instrumentalisten te synchroniseren met de delen uitgevoerd door de mechanische 'spelers'(). 
Pas in 1921 vond hij de definitieve oplossing: de zangpartij moest worden begeleid door een orkest van percussie, vier piano's, xylofoon, pauken, twee crotales en een klok, trommels (met en zonder snaar), tamboerijn, bass drum, cymbalen en triangel. In 1923 was de orkestpartij klaar. Maar het 'mechanische' element in Les Noces wordt ook in de versie uit 1923 benaderd door de sterke ritmiek en de bijna staccato-achtige wijze van zingen in delen.

## Oeuvre
Zie het Oeuvre van Igor Stravinsky voor een volledig overzicht van het werk van Stravinsky.

## Geselecteerde discografie
Versie 1923:
- Les Noces in de 'Igor Stravinsky Edition' – deel 'Ballets Vol.I', solisten (MIldred Allen, sopraan; Regina Sarfaty, mezzo-sopraan; Loren Driscoll, tenor; Robert Oliver, bas), The American Concert Choir en het Columbia Percussion Ensemble o.l.v. Igor Stravinsky. Bijzonder aan deze opname uit november 1959 is dat de partijen voor de vier piano's worden gespeeld door 4 Amerikaanse collegacomponisten van Stravinsky: Samuel Barber, Aaron Copland, Lukas Foss en Roger Sessions.
- Les Noces, solisten (Carolyn Sampson, sopraan; Susan Parry, alt; Vsevolod Grivnov, tenor; Maxim Mikhailov, bas), RIAS Kammerchor en musikFabrik o.l.v. Daniel Reuss (met Mass en Cantata), Harmonia mundi, HMC 801913
- Les Noces, solisten (Alison Wells, sopraan; Susan Bickley, mezoo-sopraan; Martyn Hill, tenor; Alan Ewing, bas), Simon Joly Chorale, International Piano Quartet (Elizabeth Bergmann, Marcel Bergmann, Jeroen van Veen, Maarten van Veen, piano's), Tristan Fry Percussion Ensemble (met Oedipus Rex), Naxos, 8,557499

Versies 1917 en 1919:
- Les Noces (beide vroege versies), solisten (Rosalind Reef, sopraan; Rose Taylor, mezzo-sopraan; Richard Nelson, tenor; Bruce Fifer, bariton), The Gregg Smith Singers en het Orpheus Chamber Ensemble o.l.v. Robert Craft, Columbia Masterworks LP, M33201